# Siniak (obwód kurski)
Siniak (ros. Синяк) – osiedle typu wiejskiego w zachodniej Rosji, w sielsowiecie kulbakińskim rejonu głuszkowskiego w obwodzie kurskim.

## Geografia
Miejscowość położona jest nad rzeką Siniak, 3,5 km od centrum administracyjnego sielsowietu kulbakińskiego (Kulbaki), 17,5 km od centrum administracyjnego rejonu (Głuszkowo), 114 km od Kurska.

## Demografia
W 2010 r. miejscowość zamieszkiwały 3 osoby.